# Batalha de Arnhem
Batalha de Arnhem foi um grande combate travado entre as forças do Exército Alemão e das tropas Aliadas nas cidades holandesas de Arnhem, Oosterbeek, Wolfheze, Driel e no interior do país de 17 a 26 de setembro de 1944.
Depois de conquistar a França e a Bélgica no verão de 1944, os Aliados ocidentais estavam animados para invadir a Holanda. O Marechal de campo Bernard Montgomery decidiu lançar um grande ataque a parte baixa do rio Reno, permitindo que o 2º Exército Britânico ultrapassasse a linha Siegfried e atacasse então a região do Ruhr. Para conquistar esse objetivo, os Aliados lançaram a chamada "Operação Market Garden" em 17 de setembro. Paraquedistas aliados lançaram-se sobre a Holanda para conquistar pontes e cidades chaves para permitir o avanço das tropas amigas. Mais ao norte, a 1ª Divisão Paraquedista inglesa, apoiada por homens do Regimento de Planador e membros da pequena unidade paraquedista formada por exilados poloneses, foram lançados sobre a cidade de Arnhem para tomar a ponte sobre o Nederrijn. Esperando quase nenhuma oposição inimiga, o XXX Corpo do Exército Britânico esperava avançar por terra e se encontrar com os paraquedistas dois ou três dias depois.
As forças britânicas desceram um pouco distante de seus objetivos e rapidamente encontraram resistência inesperada – feita por homens da 9ª Divisão e da 10ª Divisão Panzerdivisions da SS. Apenas uma pequena companhia conseguiu chegar a ponte de Arnhem enquanto o restante da divisão era detida na periferia da cidade. Enquanto isso, o XXX Corpo do Exército inglês não avançou para o norte na velocidade esperada e não conseguiu chegar aonde os paraquedistas estavam na hora que eles pretendiam. Depois de quatro dias, uma pequena força de combate britânica que estava na ponte foi atacada e sobrepujada pelos alemães e a maior parte da Divisão ficou presa num bolsão perto do rio sob ataque inimigo. Após nove dias de combate intenso, o que sobrou das unidades paraquedistas britânicas recuou na chamada "Operação Berlim".
Sem conseguir conquistar nenhuma ponte sobre o Nederrijn, os Aliados não conseguiram avançar muito na Holanda e a linha de batalha firmou-se ao sul de Arnhem. As divisões paraquedistas britânicas sofreram pesadas baixas (estimadas em 75% de sua força) e não veriam mais combate na guerra.

## Fotos da batalha

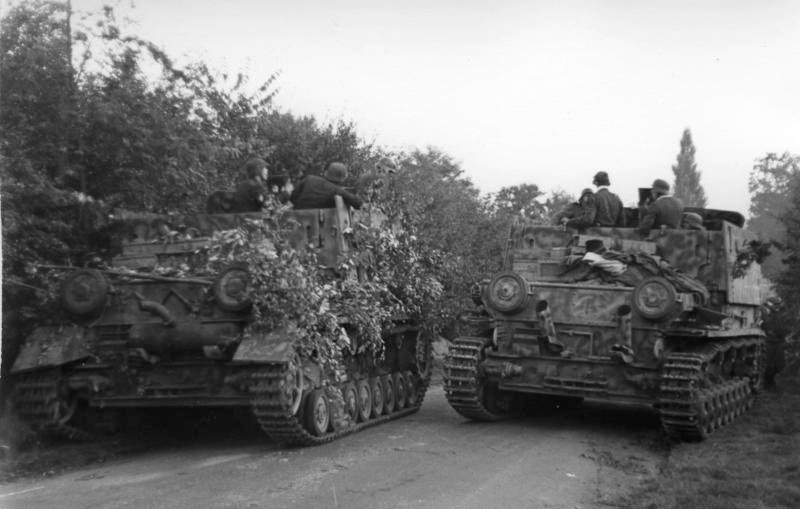
Tanques alemães da 9ª Divisão Panzer da SS durante a batalha.
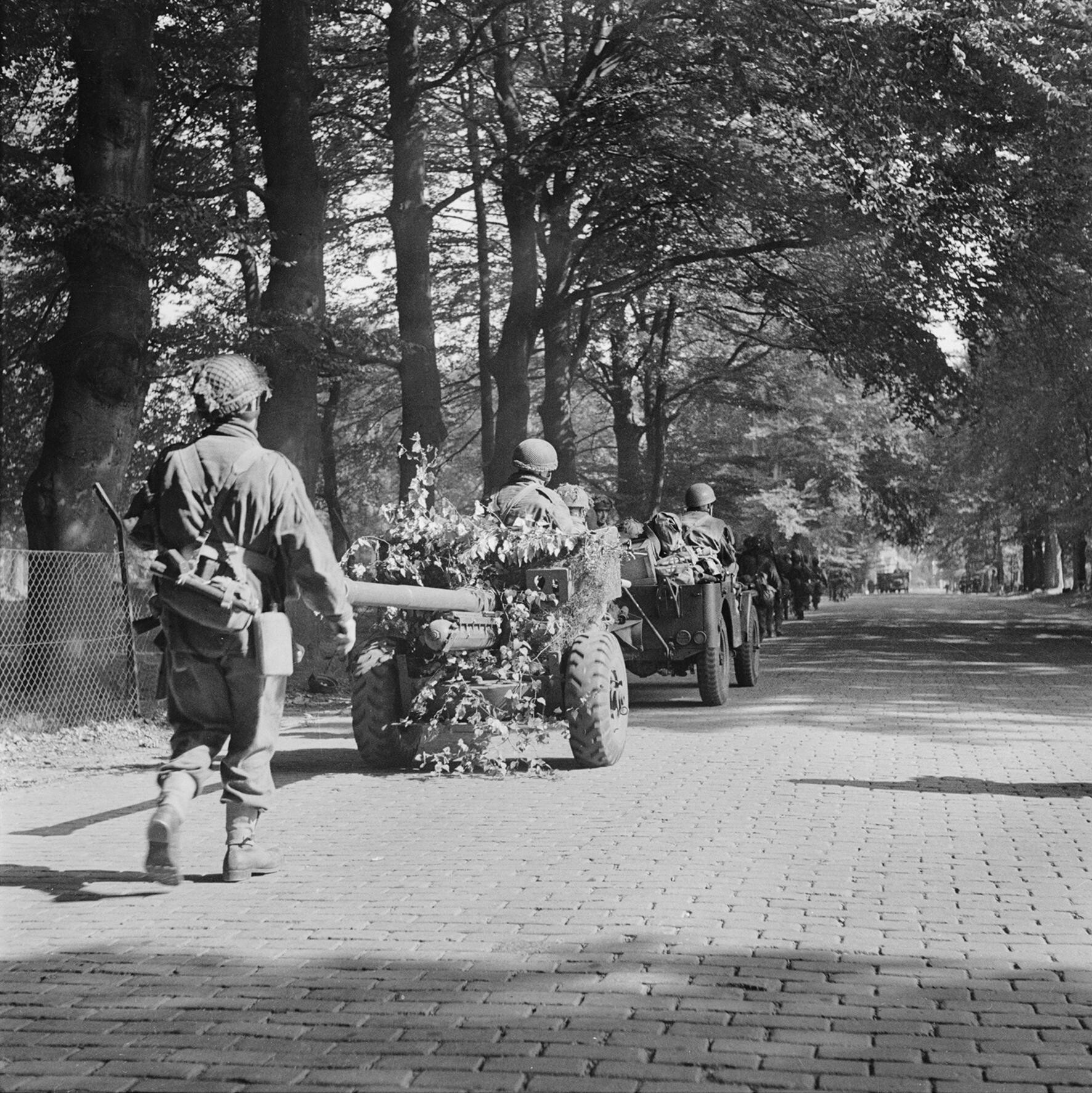
Homens do 2º Batalhão do Exército Britânico indo para Arnhem.
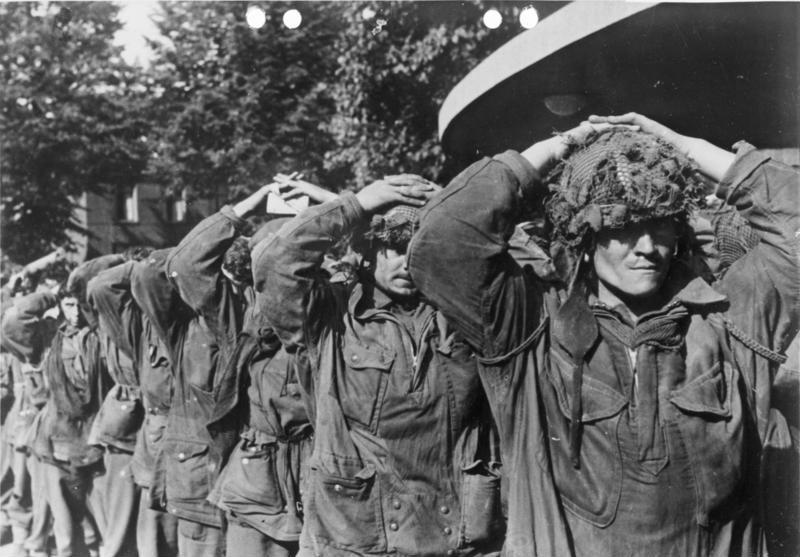
Prisioneiros de guerra britânicos, em 19 de setembro de 1944.
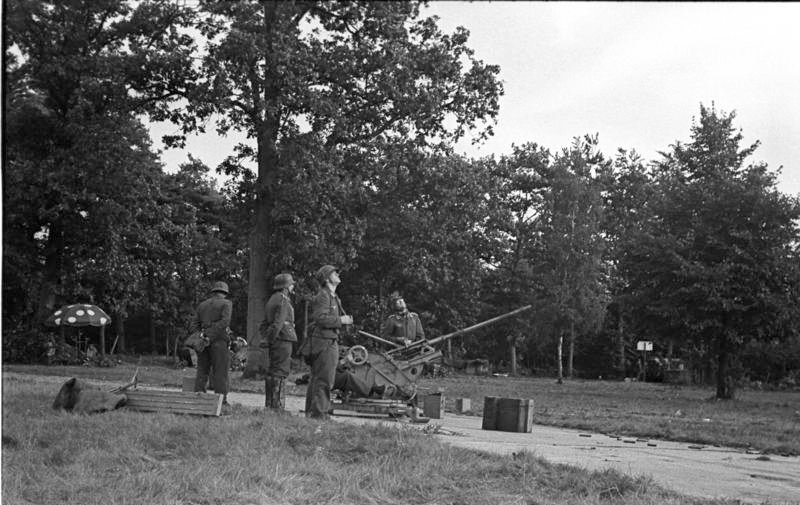
Um canhão antiaéreo (2 cm FlaK 30) esperando os aviões britânicos chegarem.
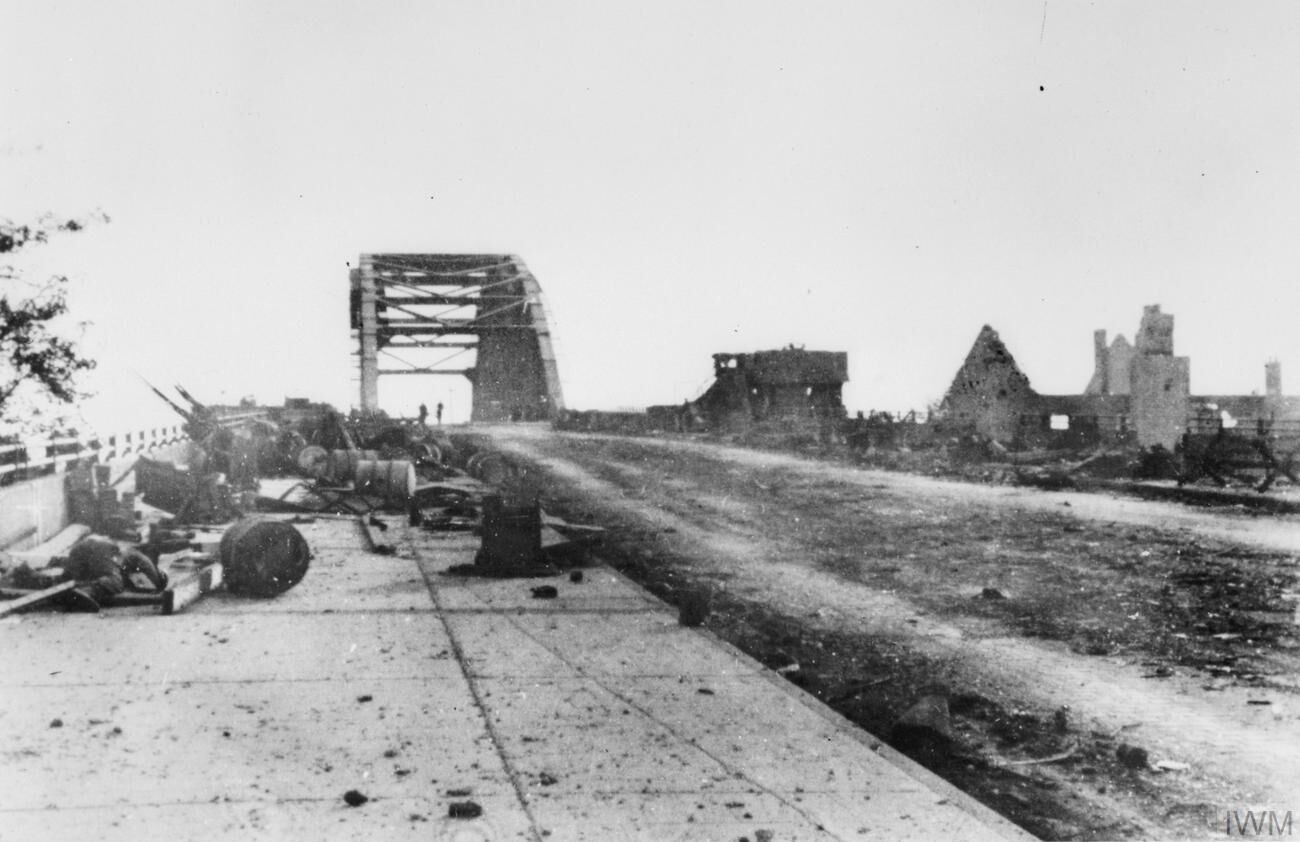
A ponte de Arnhem depois da batalha.
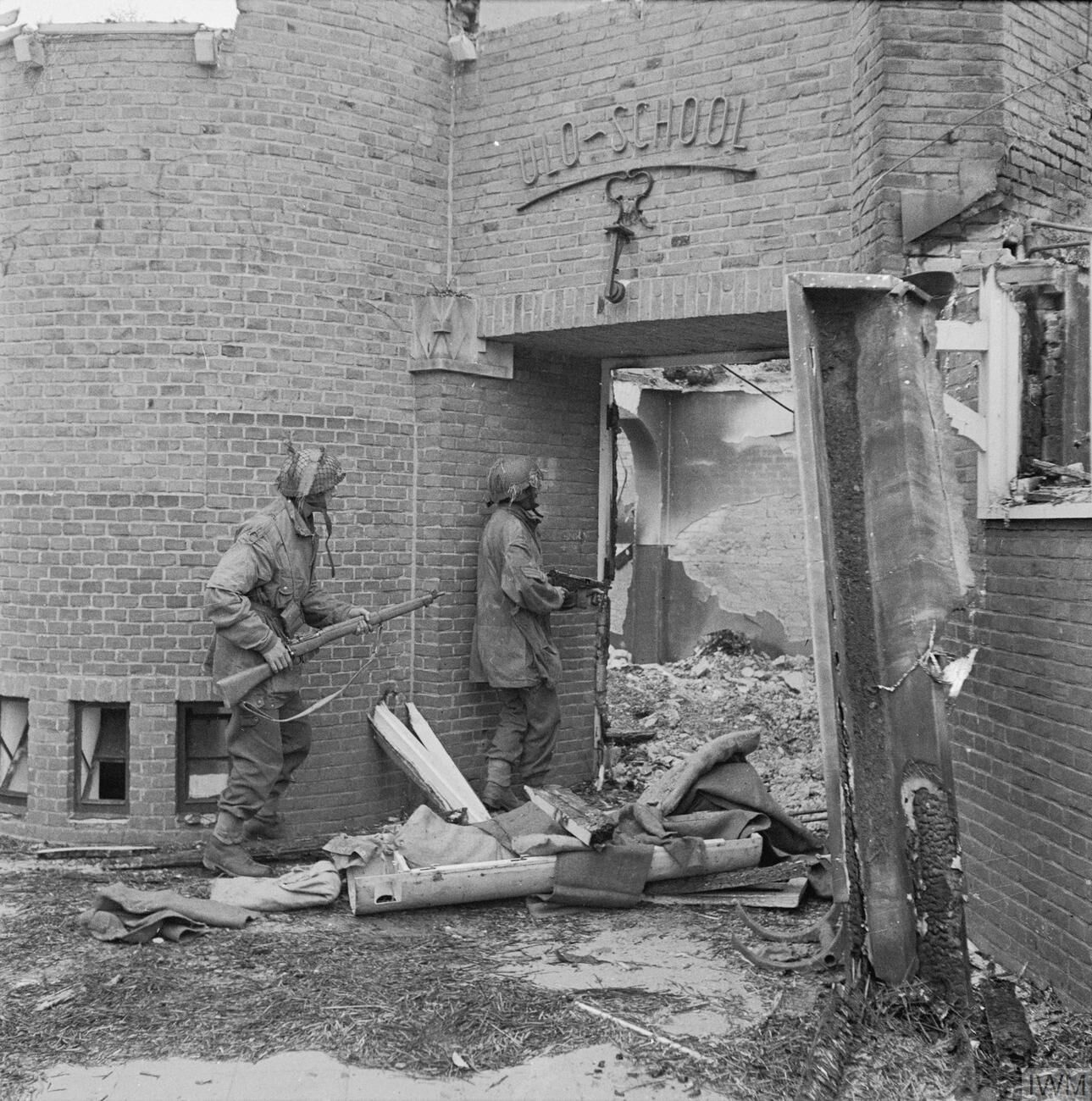
Soldados britanicos em combate.
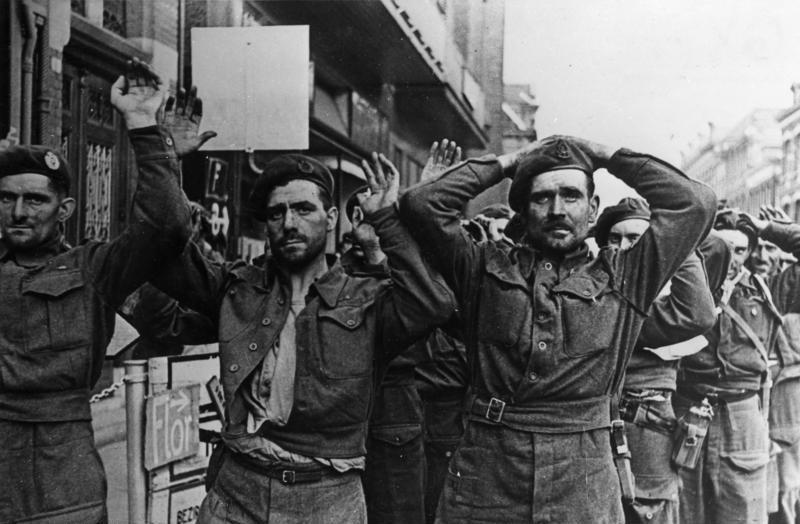
Soldados ingleses capturados na ponte.
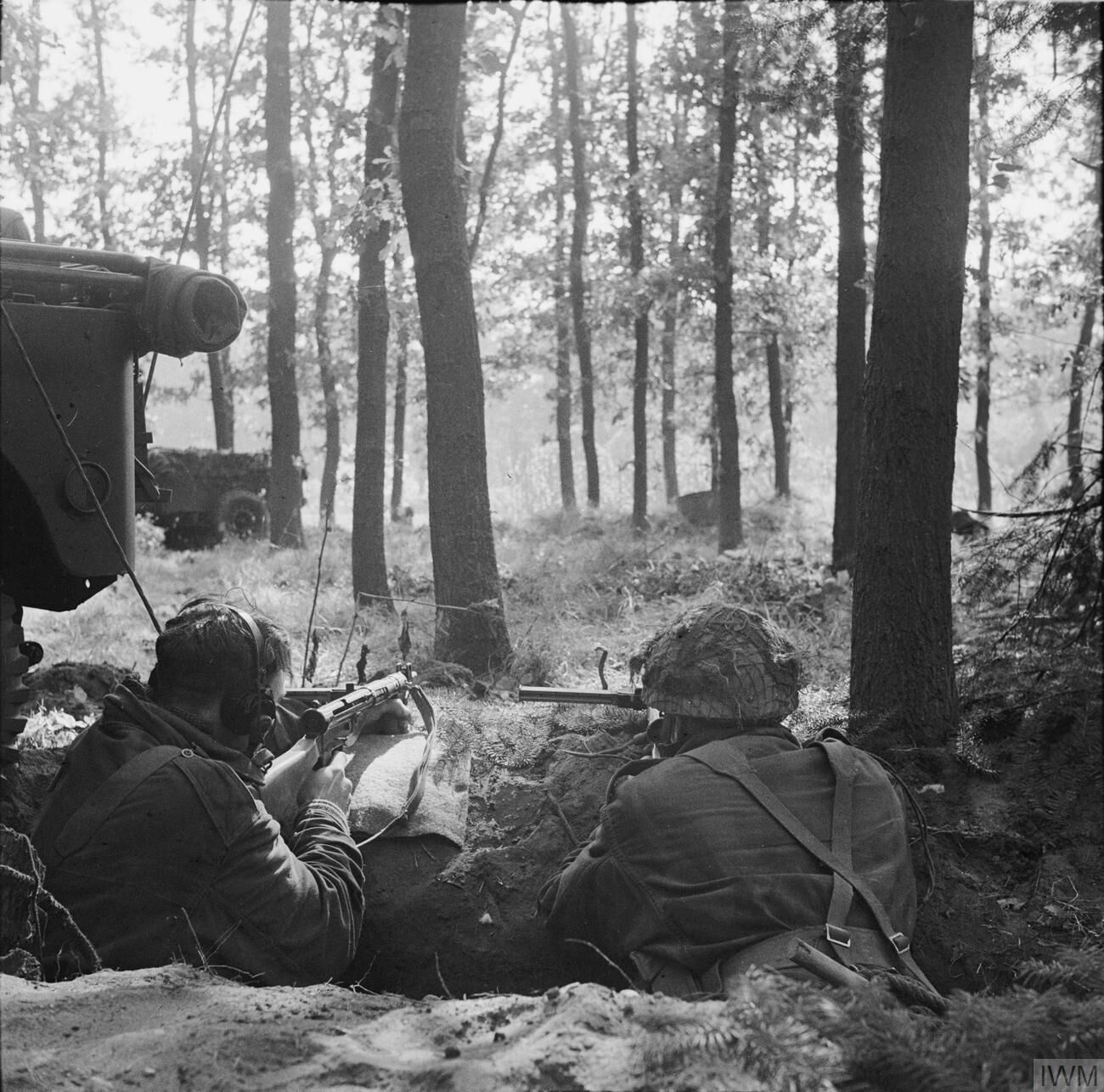
Paraquedistas britânicos lutando em Oosterbeek, 18 de setembro.
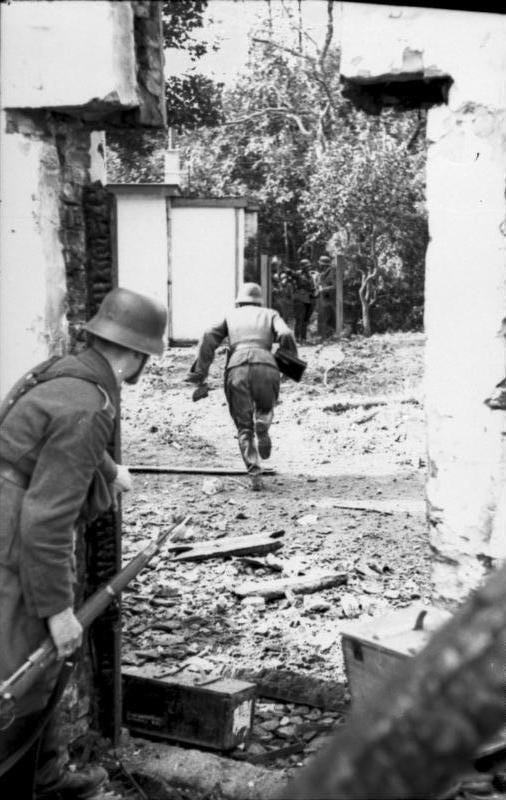
Soldados alemães combatendo casa por casa em Arnhem.
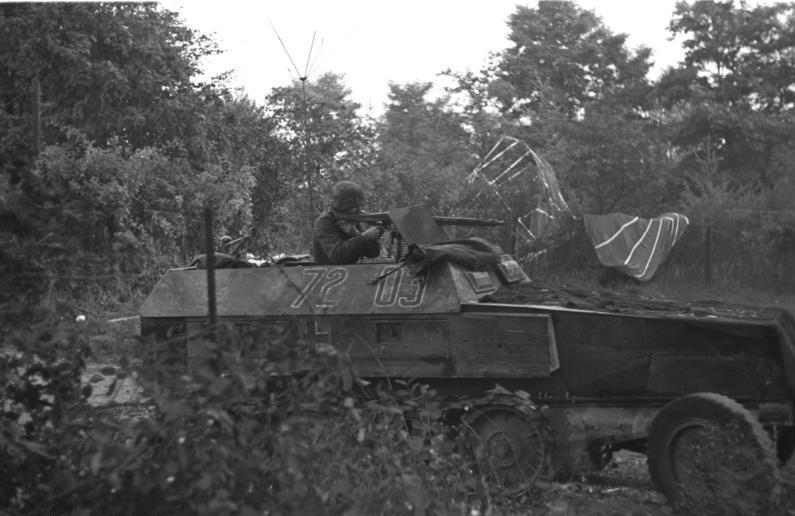
Um blindado alemão (Sd.Kfz. 251) perto de Oosterbeek.
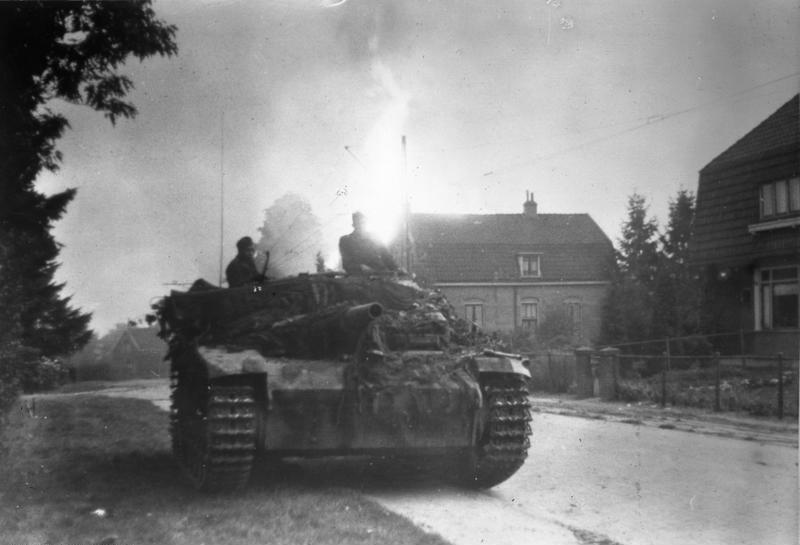
Um tanque alemão Sturmgeschütz III nas ruas de Arnhem.
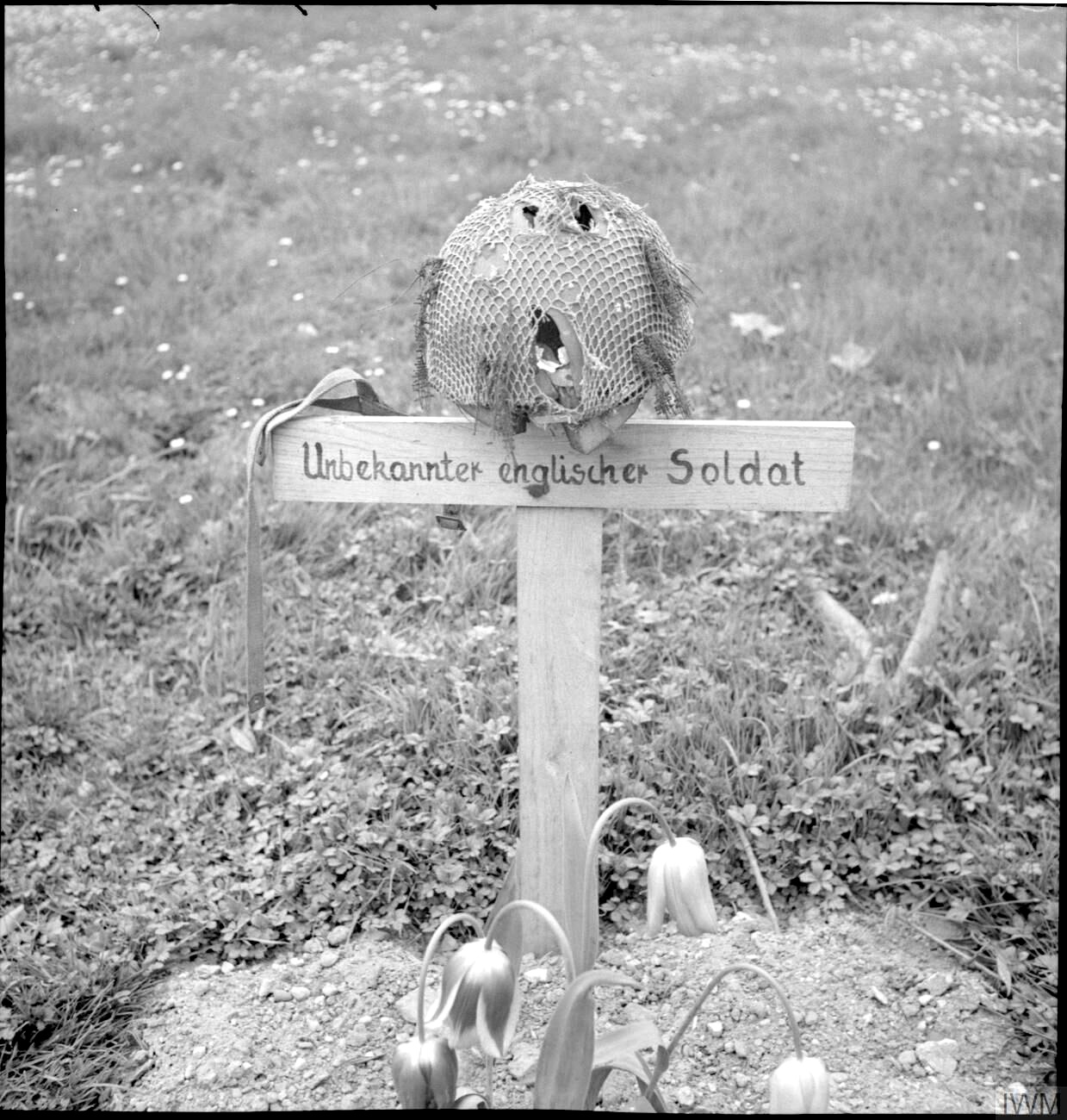
O túmulo de um paraquedista britânico, em 1945.